# Seznam rimskih cesarjev
Za predhodne vladarje, glej Rimski vladarji.
Rimski cesar je dokaj sodoben pojem, ki uspešno opisuje položaj posameznikov, ki so imeli vrhovno oblast v Rimskem cesarstvu. 
Rimsko cesarstvo se je razvilo iz Rimske republike, ko je prerasla v vladajočo vojaško in politično silo v Evropi. Za cesarstvo je bila značilna združitev moči v posamezniku in ne v »senatu in prebivalcih Rima«. Avgust, ki je na oblast prišel leta 27 pr. n. št. in se na splošno obravnava kot prvi rimski cesar, je skrbel samo za vzdrževanje videza republikanske oblasti in ni imel nobenega posebnega naslova, ki bi označeval njegovo vlogo. Avgust je v svoji osebi preprosto združil že obstoječo moč rimskega magistrata in privzel naslov Princeps Senatus, se pravi prvi mož senata. Takšen način vladanja, ki je trajal skoraj tristo let, se zato imenuje principat. Sodoben naslov cesar izhaja iz naslova imperator. Tega je rimska armada podeljevala svojim zaslužnim generalom in so ga kot takega v začetnem obdobju Rimskega cesarstva podeljevali tudi princepsom. Za vladarje Rimskega cesarstva se uporablja naziv cesar zato, ker poudarja močne vezi med vladarjem in armado, saj je bila moč cesarjev odvisna prav od njene podpore, in ne dela razlik med načinom vladanja v različnih obdobjih cesarstva.
V poznem tretjem stoletju je cesar Dioklecijan po krizi tretjega stoletja formaliziral in olepšal prejšnji način cesarskega vladanja in začel tako imenovano dominatsko obdobje Rimskega cesarstva. Za to obdobje je bila značilna nedvoumna koncentracija moči v cesarjevi osebi in uporaba naziva  dominus noster – naš gospod. Od Dioklecijana dalje je pogosto istočasno vladalo več cesarjev, ki so si med seboj  razdelili oblast na obsežnem ozemlju cesarstva.  Po letu 395 in smrti Teodozija I. se je cesarstvo bolj očitno razdelilo na zahodno in vzhodno polovico. Delitev še ni bila uzakonjena, zato so cesarji bolj stabilne vzhodne polovice cesarstva pogosto izvajali svojo oblast tudi v zahodni polovici. Zahodno cesarstvo je po letu 395 zašlo v resne težave. Po letu 455 se je popolnoma sesulo. Po odstopu zadnjega zahodnega cesarja leta 476 je Vzhodno cesarstvo stalno zahtevalo ozemlja na zahodu. Neprekinjen niz cesarjev je imelo vse do leta 1453, ko so Konstantinopel osvojili osmanski Turki in je ugasnilo.
Vzhodni cesarji, bolj znani kot bizantinski cesarji, so nadaljevali tudi neprekinjen niz rimskih cesarjev. Seznam zgodnjih bizantinskih cesarjev se v članku konča z Justinom II., zadnjim iz Justinijanove dinastije.  
V Seznamu rimskih cesarjev so cesarji, ki na splošno veljajo za »zakonite«. To pomeni, da oblast niso prišli z uzurpacijo. Pogosto je precej težko opredeliti in ugotoviti, ali je bil cesar zakonit ali ne, saj so mnogi zakoniti cesarji prišli na oblast z uzurpacijo, mnogi nezakoniti zahtevniki pa so imeli samo zakonsko pravico do tega položaja. Pri sestavljanju seznama so se upoštevala naslednja merila:
- Vsak posameznik, ki je nesporno vladal celemu cesarstvu, je bil v nekem trenutku dejansko zakonit cesar (1).
- Vsak posameznik, katerega je za socesarja ali naslednika imenoval zakonit cesar (1) in tisti, ki je imel zakonsko pravico do prestola, je bil zakonit cesar (2).
- Kadar se je za prestol potegovalo več zahtevnikov, med katerimi ni bilo nobenega zakonitega, je bil, vsaj v obdobju principata, zakonit cesar tisti, ki ga je sprejel rimski senat (3).

Cesar Avrelijan je prišel na prestol z uzurpacijo. Ker je bil v letih 274–275 edini in nesporni vladar, je bil zato zakonit cesar. Galien je bil kljub temu, da ni obvladoval celotnega cesarstva in so njegov prestol zahtevali številni protikandidati, zakonit naslednik zakonitega cesarja Valerijana. Klavdij II. Got je kljub temu, da je prišel na oblast na nezakonit način in ni obvladoval celotnega cesarstva, zakonit cesar, ker ga je kot edinega kandidata potrdil rimski senat. V letu štirih cesarjev so bili vsi zahtevniki, čeprav sporni, za rimski senat v nekem trenutku sprejemljivi. V letu petih cesarjev nista bila sprejeta niti Pescenij Niger niti Klodij Albin, zato ju ni na seznamu. Poleg njih je še nekaj takih, pogosto otrok cesarjev, ki so bili socesarji, vendar niso imeli dovolj moči, da bi uveljavili svoj položaj. Ti kandidati so uvrščeni na seznam poleg svojih »starejših« oziroma »višjih« cesarjev.
Omenjena merila veljajo do leta 395, ko je cesarstvo razpadlo na zahodno in vzhodno polovico. Po tem letu velja merilo, da je bil zakonit cesar tisti, ki je nesporno vladal celi polovici cesarstva. Proti koncu Zahodnega cesarstva, ki je prenehalo obstajati leta 455, cesarji niso bili več pomembne osebnosti, zato se je včasih zgodilo, da za cesarja ni bilo nobenega kandidata. Zaradi zgodovinske popolnosti so zato po tem datumu na seznam vključeni vsi zahodni cesarji, tudi zadnji rimski cesar Romul Avgust, ki je bil v tehničnem smislu uzurpator.

## Principat

### Julijsko-klavdijska dinastija
| Portret | Ime                                                  | Rojen                                               | Vladal                                   | Nasledstvo                                                                                            | Umrl                                                                                  |
| ------- | ---------------------------------------------------- | --------------------------------------------------- | ---------------------------------------- | --- | ------------------------------------------------------------------------------------- |
|         | Avgust Gaivs Ivlivs Caesar Avgvstvs                  | 23. september 63 pr. n. št., Rim, Italija           | 16. januar 27 pr. n. št. - 19. avgust 14 | Postal de facto cesar s »pogodbo« med njim in Rimskim senatom.                                        | 19. avgust 14, naravne smrti.                                                         |
|         | Tiberij I. Tiberivs Ivlivs Caesar Avgvstvs           | 16. november 42 pr. n. št., Rim, Italija            | 18. september 14 – 16. marec 37          | Sin Avgustove žene Livije iz njenega prejšnjega zakona, Avgustov posvojenec.                          | 16. marec 37, verjetno naravne smrti, morda tudi umorjen.                             |
|         | Kaligula Gaivs Ivlivs Caesar Avgvstvs Germanicvs     | 31. avgust 12 pr. n. št., Antium, Italija           | 18. marec 37 – 24. januar 41             | Tiberijev nečak in Avgustov vnuk                                                                      | 24. januar 41, umorjen v zaroti senatorjev in pretorijanske garde.                    |
|         | Klavdij Tiberivs Clavdivs Caesar Avgvstvs Germanicvs | 1. avgust 10 pr. n. št., Lugdunum, Lugdunska Galija | 25./26. januar 41 – 13. oktober 54       | Tiberijev nečak, Germanikov brat in Kaligulov stric. Za cesarja ga je razglasila pretorijanska garda. | 13. oktober 54, verjetno zastrupljen od Agripine Mlajše v korist njenega sina Nerona. |
|         | Neron Nero Clavdivs Caesar Avgvstvs Germanicvs       | 15. december 37, Antium, Italija                    | 13. oktober 54 – 11. junij 68            | Germanikov vnuk, Klavdijev nečak, pastorek in posvojenec, Avgustov pra-pravnuk.                       | 11. junij 68, naredil samomor, ko ga je senat razglasil za državnega sovražnika.      |

### Leto štirih cesarjev in Flavijska dinastija
| Portret | Ime                                                  | Rojen                                                | Vladal                              | Nasledstvo                                                               | Umrl                                                                        |
| ------- | ---------------------------------------------------- | ---------------------------------------------------- | ----------------------------------- | ------------------------------------------------------------------------ | --------------------------------------------------------------------------- |
|         | Galba Servivs Svlpicivs Galba Caesar Avgvstvs        | 24. december 3. pr. n. št., blizu Terracina, Italija | 8. junij. 68 – 15. januar 69        | Oblast si je prisvojil po Neronovem samomoru s podporo hispanskih legij. | 15. januar 69, umorjen v uporu pretorijanske garde pod Otonovim vodstvom.   |
|         | Oton Marcvs Salvivs Otho Caesar Avgvstvs             | 25. april 32, Ferentinum, Etrurija, Italija          | 15. januar 69 – 16. april 69        | Na oblast prišel na zahtevo pretorijanske garde.                         | 16. april 69, naredil samomor po izgubljeni bitki z Vitelijem pri Bedriaku. |
|         | Vitelij Avlvs Vitellivs Caesar Avgvstvs Germanicvs   | 24. september 15, Rim                                | 17. april 69 – 20. december 69      | Na oblast prišel s podporo germanskih legij.                             | 20. december 69, ubit.                                                      |
|         | Vespazijan Titvs Flavivs Caesar Vespasianvs Avgvstvs | 17. november 9, Falacrine, Italija                   | 1. julij 69 – 24. junij 79          | Na oblast prišel s podporo vzhodnih legij.                               | 24. junij 79, naravne smrti.                                                |
|         | Tit Titvs Flavivs Caesar Vespasianvs Avgvstvs        | 30. december 39, Rim                                 | 24. junij 79 – 13. september 81     | Vespazijanov sin.                                                        | 13. september 81, naravne smrti ali morda zaradi kuge.                      |
|         | Domicijan Titvs Flavivs Caesar Domitianvs Avgvstvs   | 24. oktober 51, Rim                                  | 14. september 81 – 18. september 96 | Vespazijanov sin.                                                        | 18. september 96, umorjen.                                                  |

### Nervansko-antoninska dinastija
| Portret | Ime                                                               | Rojen                                    | Vladal                           | Nasledstvo                                                              | Umrl                                            |
| ------- | ----------------------------------------------------------------- | ---------------------------------------- | -------------------------------- | ----------------------------------------------------------------------- | ----------------------------------------------- |
|         | Nerva Marcvs Cocceivs Nerva Caesar Avgvstvs                       | 8. november 30, Narni, Italija           | 18. september 96 – 27. januar 98 | Imenovan v Rimskem senatu.                                              | 27. januar 98, naravne smrti.                   |
|         | Trajan Caesar Marcvs Vlpivs Nerva Traianvs Avgvstvs               | 18. 53 AD, Italika, Betika               | 8. januar 98 – 7. avgust 117     | Nervov posvojenec in naslednik.                                         | 7. avgust 117, naravne smrti.                   |
|         | Hadrijan Caesar Pvblivs Aelivs Traianvs Hadrianvs Avgvstvs        | 24. januar 76, Italika, Betika (ali Rim) | 11. avgust 117 – 10. julij 138   | Trajanov sin in naslednik.                                              | 10. julij 138, naravne smrti.                   |
|         | Antonin Pij Caesar Titvs Aelivs Hadrianvs Antoninvs Avgvstvs Pivs | 19. september 86, pri Lanuviumu, Italija | 10. julij 138 – 7. marec 161     | Hadrijanov posvojenec.                                                  | 7. marec 161, naravne smrti.                    |
|         | Lucij Ver Caesar Lvcivs Avrelivs Vervs Avgvstvs                   | 15. december 130, Rim                    | 7. marec 161 – ? marec 169       | Posvojenec Antonina Pija, do smrti socesar Marka Avrelija               | marec 169, naravne smrti ali morda zaradi kuge. |
|         | Mark Avrelij Caesar Marcvs Avrelivs Antoninvs Avgvstvs            | 26. april 121, Rim                       | 7. marec 161 – 17. marec 180     | Posvojenec in naslednik Antonina Pija, do leta 169 socesar Lucija Vera. | 17. marec 180, naravne smrti.                   |
|         | Komod Caesar Marcvs Avrelivs Commodvs Antoninvs Avgvstvs          | 31. avgust 161, Lanuvium, Italija        | 177 – 31. december 192           | Sin Marka Avrelija, pridruženi cesar od leta 177.                       | 31. december 192, zadavljen v svoji palači.     |

### Leto petih cesarjev in Severska dinastija
| Portret | Ime | Rojen | Vladal | Nasledstvo | Umrl |
| ------- | --- | --- | --- | --- | --- |
|         | Pertinaks Caesar Pvblivs Helvivs Pertinax Avgvstvs | 1. avugust 126, Alba, Italija | 1. januar 193 – 28. marec 193 | Razglašen za cesarja na zahtevo pretorijanske garde. | 28. marec 193, ubit. |
|         | Didij Julijan Caesar Marcvs Didivs Severvs Ivlianvs Avgvstvs | 133 ali 137, Milano, Italija | 28. marec 193 – 1. junij 193 | Zmagal na dražbi pretorijanske garde za položaj cesarja. | 1. junij 193, usmrčen na ukaz senata. |
|         | Septimij Sever Caesar Lvcvis Septimivs Severvs Pertinax Avgvstvs | 11. april 145, Leptis Magna, Afrika | 9. april 193 – 4. februar 211 | Na oblast prišel s podporo panonskih legij.[a] | 4. februar 211, naravne smrti. |
|         | Karakala Caesar Marcvs Avrelivs Severvs Antoninvs Pivs Avgvstvs | 4. april 188, Lugdunum, Lugdunska Galija | 198 – 8. april 217 | Sin Septimija Severja, od leta 198 Severjev socesar, od leta 209 do februarja 211 socesar s Severjem in Geto in nato do decembra 211 socesar z Geto | 8. april 217, ubit v Makrinovi zaroti. |
|         | Geta Caesar Pvblivs Septimivs Geta Avgvstvs | 7. marec 189, Rim | 209 – 26. december 211 | Sin Septimija Severja, od leta 209 do februarja 211 socesar s Severjem in Karakalo, nato do decembra 211 socesar s Karakalo. | 26. december 211, ubit na Karakalov ukaz. |
|         | Makrin Marcvs Opellivs Severvs Macrinvs Avgvstvs Pivs Felix skupaj z Diadumenijanom Marcvs Opellivs Antoninvs Diadvmenianvs Avgvstvs | okoli 165, Iol Caesarea, Tingitanska Mavretanija | 11. april 217 – 8 junij 218 | Karakalov pretorijanski prefekt, verjetno zarotnik v Karakalovem umoru, ki se je po Karakalovi smrti razglasil za cesarja. Maja 217 je za mlajšega cesarja imenoval svojega sina Diadumenijana. | 8. junij 218, oba ubita v korist njunega naslednika Elagabala. |
|         | Elagabal Marcvs Avrelivs Antoninvs Heliogabalvs | okoli 203, Emesa, Sirija | 8. junij 218 – 11. marec 222 | Vnuk Severjeve svakinje, baje Karakalov nezakonski sin, ki je prišel na prestol s podporo sirijskih legij. | 11. marec 222, umorjen od pretorijanske garde. |
|         | Aleksander Sever Caesar Marcvs Avrelivs Severvs Alexander Avgvstvs | 1. oktober 208, Arca Caesarea, Judeja | 13. marec 222 – 18. marec 235 | Vnuk Severjeve svakinje, bratranec in posvojeni Elagabalov naslednik. | 18. marec 235, ubit. |
| Opomba  | [a] V letu petih cesarjev sta bila kandidata za rimski prestol tudi Pescenij Niger in Klodij Albin, katera so podpirale sirijske oziroma britanske legije. Čeprav kandidata nista bila popolnoma poražena vse do konca leta 197, v senatu nista bila uradno potrjena in zato tehnično nista bila vladajoča cesarja. | [a] V letu petih cesarjev sta bila kandidata za rimski prestol tudi Pescenij Niger in Klodij Albin, katera so podpirale sirijske oziroma britanske legije. Čeprav kandidata nista bila popolnoma poražena vse do konca leta 197, v senatu nista bila uradno potrjena in zato tehnično nista bila vladajoča cesarja. | [a] V letu petih cesarjev sta bila kandidata za rimski prestol tudi Pescenij Niger in Klodij Albin, katera so podpirale sirijske oziroma britanske legije. Čeprav kandidata nista bila popolnoma poražena vse do konca leta 197, v senatu nista bila uradno potrjena in zato tehnično nista bila vladajoča cesarja. | [a] V letu petih cesarjev sta bila kandidata za rimski prestol tudi Pescenij Niger in Klodij Albin, katera so podpirale sirijske oziroma britanske legije. Čeprav kandidata nista bila popolnoma poražena vse do konca leta 197, v senatu nista bila uradno potrjena in zato tehnično nista bila vladajoča cesarja. | [a] V letu petih cesarjev sta bila kandidata za rimski prestol tudi Pescenij Niger in Klodij Albin, katera so podpirale sirijske oziroma britanske legije. Čeprav kandidata nista bila popolnoma poražena vse do konca leta 197, v senatu nista bila uradno potrjena in zato tehnično nista bila vladajoča cesarja. |

### Cesarji med krizo tretjega stoletja ali vojaški cesarji
| Portret | Ime | Rojen                                | Vladal                                                   | Nasledstvo | Umrl                                                                                               |
| ------- | --- | ------------------------------------ | -------------------------------------------------------- | --- | -------------------------------------------------------------------------------------------------- |
|         | Maksimin Tračan Caesar Gaivs Jvlivs Vervs Maximinvs Avgvstvs | okoli 173, Trakija ali Mezija        | 20. marec 235 – april 238                                | Razglašen za cesarja po umoru Severa Aleksandra na zahtevo germanskih legij. | april 238, ubit v uporu vojakov med obleganjem Akvileje.                                           |
|         | Gordijan I. Caesar Marcvs Antonivs Gordianvs Sempronianvs Africanvs Avgvstvs                                                                                       | okoli 159, Frigija?                  | 22. marec 238 – 12. april 238                            | Za cesarja je bil razglašen med uporom proti Maksiminu Tračanu, ko je bil guverner Prokonzulske Afrike. Vladal je skupaj s sinom Gordijanom II. kot Maksiminov proticesar. Tehnično gledano je bil uzurpator, ker je njegovo razglasitev za cesarja senat potrdil naknadno. Po smrti Balbina in Pupiena ga je senat pobožil. | april 238, naredil samomor, ko je izvedel za smrt sina Gordijana II..                              |
|         | Gordijan II. Caesar Marcvs Antonivs Gordianvs Sempronianvs Romanvs Africanvs Avgvstvs                                                                              | okoli 192, ?                         | 22. marec 238 – 12. april 238                            | Za cesarja je bil razglašen skupaj z očetom Gordijanom I.. Tehnično gledano je bil tudi on uzurpator, ker je njegovo razglasitev za cesarja senat potrdil naknadno. Po smrti Balbina in Pupiena ga je senat pobožil. | april 238, ubit v bitki pri Kartagini z Masiminovim pristašem in guvernerjem Numidije Kapelijanom. |
|         | Pupien Caesar Marcvs Clodivs Pvpienvs Maximvs Avgvstvs | okoli 178, ?                         | 22. april 238 – 29. julij 238                            | V senatu razglašen za pridruženega cesarja skupaj z Balbinom proti Maksiminu Tračanu, kasneje Balbinov socesar. | 29. julij 238, ubit od pretorijanske garde.                                                        |
|         | Balbin Caesar Decimvs Caelivs Calvinvs Balbinvs Pivs Avgvstvs | ?                                    | 22. april 238 – 29. julij 238                            | Razglašen v senatu za pridruženega cesarja skupaj s Pupienom po smrti Gordijana I. in Gordijana II. proti Maksiminu Tračanu, kasneje socesar s Pupienom in Gordijanom III.. | 29. julij 238, ubit od pretorijanske garde.                                                        |
|         | Gordijan III. Caesar Marcvs Antonivs Gordianvs Avgvstvs | 20. januar 225, Rim                  | 22. april 238 – 11. februar 244                          | Razglašen za cesarja med pristaši Gordijana I. in Gordijana II., kasneje tudi v rimskem senatu. Pridruženi cesar s Pupienom in Balbinom do julija 238. | 11. februar 244, ni znano, morda ubit na ukaz Filipa Arabca.                                       |
|         | Filip I. Caesar Marcvs Jvlivs Philippvs Avgvstvs skupaj s Filipom II. Marcvs Jvlivs Philippvs Severvs                                                              | okoli 204, Šahba, Sirija             | februar 244 – september/oktober 249                      | Pretorijanski prefekt Gordijana III., ki je prevzel oblast po njegovi smrti. Poleti 247 je za socesarja razglasil svojega sina Filipa II.. | september/oktober 249, ubit v bitki z Decijem blizu Verone.                                        |
|         | Decij Caesar Gaivs Messivs Qvintvs Traianvs Decivs Avgvstvs skupaj s Herenijem Etruskom Caesar Qvintvs Herennivs Etrvscvs Messivs Decivs Avgvstvs                  | okoli 201, Budalia, Spodnja Panonija | september/oktober 249 – junij 251                        | Guverner pod Filipom I.. Za cesarja so ga razglasile donavske legije po porazu Filipa I.. Na začetku leta 251 je za socesarja razglasil svojega sina Herenija Etruska. | junij 251, oba ubita v bitki z Goti pri Abritu.                                                    |
|         | Hostilijan Caesar Caivs Valens Hostilianvs Messivs Qvintvs Avgvstvs                                                                                                | ni znano, Rim                        | junij 251 – konec leta 251                               | Decijev sin, za naslednika sprejet v senatu. | september/oktober 251, naravne smrti.                                                              |
|         | Trebonijan Gal Caesar Gaivs Vibivs Trebonianvs Gallvs Avgvstvs skupaj z Voluzijanom Gaivs Vibivs Volvsianvs Avgvstvs                                               | 206, Italija                         | junij 251 – avgust 253                                   | Governer Gornje Mezije. Za cesarja so ga razglasile donavske legije po smrti Decija Trajana kot Hostilijanovega proticesarja . Konec leta 251 je za socesarja razglasil svojega sina Voluzijana. | avgust 253, ubit od svojih vojakov v korist Emilijana.                                             |
|         | Emilijan Caesar Marcvs Aemilivs Aemilianvs Avgvstvs | okoli 207, Afrika                    | avgust 253 – oktober 253                                 | Guverner Gornje Mezije. Za cesarja so ga razglasile donavske legije po porazu Gotov. Kot cesar je bil potrjen po smrti Trebonijana Gala. | september/oktober 253, ubit od svojih vojakov v korist Valerijana I.                               |
|         | Valerijan Caesar Pvblivs Licinivs Valerianvs Avgvstvs | okoli 195                            | oktober 253 – 260                                        | Guverner Norika in Retije. Za cesarja so ga razglasile renske legije po smrti Trebonijana Gala. Za cesarja je bil potrjen po Emilijanovi smrti. | Po letu 260, ujet v bitki pri Edesi s Sasanidi, umrl v ujetništvu.                                 |
|         | Galien Caesar Pvblivs Licinivs Egnativs Gallienvs Avgvstvs skupaj z Valerijanom (253-260) in Saloninom Pvblivs Licinivs Cornelivs Saloninvs Valerianvs (julij 260) | okoli 218                            | oktober 253 – september 268                              | Sin Valerijana I.. | September 268, umorjen med obleganjem Mediolana.                                                   |
|         | Klavdij II. Gotski Caesar Marcvs Avrelivs Clavdivs Avgvstvs | 10. maj 213/214, Sirmium             | september 268 – januar 270                               | Na oblast prišel po Galienovi smrti. Uspešno se je vojskoval z Goti, Alemani in Vizigoti in pripomogel, da se je končala kriza tretjega stoletja. | Januar 270 zaradi kuge.                                                                            |
|         | Kvintil Caesar Marcvs Avrelivs Clavdivs Qvinillvs Avgvstvs | ni znano, Sirmium                    | januar 270 – 270                                         | Brat Klavdija Gota, ki si je prisvojil oblast po njegovi smrti. | 270, ni jasno. Morda je naredil samomor ali bil umorjen.                                           |
|         | Avrelijan Caesar Lvcivs Domitivs Avrelianvs Avgvstvs | 9. september 214/215, Sirmium        | september 270 – september 275                            | Za cesarja so ga razglasile donavske legije po smrti Klavdija II. proti Kvintilu. | september 275, ubit od pretorijanske garde.                                                        |
|         | Tacit Caesar Marcvs ClavdivsTacitvs Avgvstvs | okoli 200, Interamna                 | 25. september 275 – junij 276                            | Izvoljen v rimskem senatu po kratkem medvladju kot zamenjava za Avrelijana. | junij 276, naravne smrti, morda tudi umorjen.                                                      |
|         | Florijan Caesar Marcvs Annivs Florianvs Avgvstvs | ?                                    | junij 276 – september 276                                | Tacitov brat, izvoljen v zahodnih legijah. | september 276, umorjen v Probovo korist.                                                           |
|         | Prob Caesar Marcvs Avrelivs Probvs Avgvstvs | 232, Sirmium                         | september 276 – september/okober 282                     | Guverner vzhodnih provinc, razglašen za cesarja v donavskih legijah kot Florijanov nasprotnik. | september/oktober 282, umorjen v Karovo.                                                           |
|         | Kar Caesar Marcvs Avrelivs Carvs Avgvstvs | okoli 230, Narbo                     | september/oktober 282 – konec julija/začetek avgusta 283 | Pretorijanski prefekt Marka Avrelija Proba. Na oblast prišel pred Probovim umorom ali morda po njem. | konec julija/začetek avgusta 283, naravne smrti, morda zaradi udarca strele.                       |
|         | Numerijan Caesar Marcvs Avrelivs Nvmerivs Nvmerianvs Avgvstvs | ?                                    | konec julija/začetek avgusta 283 – 284 ?                 | Karov sin, prestol nasledil skupaj z bratom Karinom. | 284, nejasno, morda umorjen.                                                                       |
|         | Karin Caesar Marcvs Avrelivs Carinvs Avgvstvs | ?                                    | konec julija/začetek avgusta 283 – 285                   | Karov sin, prestol nasledil skupaj z bratom Numerijanom. | 285, umrl v bitki proti Dioklecijanu ?                                                             |

## Dominat

### Tetrarhija in Konstantinska dinastija
| Portret | Ime | Rojen                                      | Vladal                               | Nasledstvo | Umrl |
| ------- | --- | ------------------------------------------ | ------------------------------------ | --- | --- |
|         | Dioklecijan Caesar Gaivs Avrelivs Valerivs Diocletianvs Avgvstvs                                                                               | 22. december, 244, Salona                  | 20. november 284 – 1. maj 305        | Za cesarja ga je po Numerijanovi smrti razglasila vojska kot Karinovega nasprotnika. Leta 286 je za starejšega socesarja (avgustus) privzel Maksimijana. | 3. december 311 je odstopil in umrl naravne smrti v Splitu. |
|         | Maksimijan Caesar Gaivs Avrelivs Valerivs Maximianvs Avgvstvs                                                                                  | okoli 250, pri Sirmiumu, Panonija          | 1. april 286 – 1. maj 305            | Leta 286 privzet kot Dioklecijanov socesar (avgustus) na zahodu. | 310, odstopil skupaj z Dioklecijanom in zatem dvakrat poskusil ponovno priti na oblast: prvič z Maksencijem in drugič proti njemu. Konstantin I. ga je aretiral, potem pa je na njegovo zahtevo naredil samomor. |
|         | Konstancij Klor Caesar Gaivs Flavivs Valerivs Constantivs Avgvstvs                                                                             | 31. marec okoli 250, Dardanija, Mezija     | 1. maj 305 – 25. julij 306           | Leta 293 ga je za mlajšega socesarja (cezar) in naslednika privzel Maksimijan. | 306, naravne smrti. |
|         | Galerij Caesar Galerivs Valerivs Maximianvs Avgvstvs                                                                                           | okoli 260, Felix Romuliana, Zgornja Mezije | 1. maj 305 – maj 311                 | Leta 293 ga je za mlajšega socesarja (cezar) in naslednika privzel Dioklecijan. | 311, naravne smrti. |
|         | Sever II. Caesar Flavivs Valerivs Severvs Avgvstvs                                                                                             | ?                                          | poleti 306 – marec/april 307         | Leta 305 ga je za mlajšega socesarja (cezar) in naslednika privzel Konstancij Klor. Leta 306 ga je nasledil kot avgust. Temu sta oporekala Maksencij in Konstantin I.. | 16. september 307, Maksencij ga je aretiral in ga prisilil, da je naredil samomor, ali pa ga je umoril. |
|         | Konstantin I. Caesar Flavivs Constantivs Valerivs Avgvstvs                                                                                     | 27. februar 272, Naissus, Zgornja Mezija   | 25. julij 306 – 22. maj 337          | Sin Konstancija Klora. Za cesarja so ga razglasile očetove legije. Galerij ga je leta 306 privzel za cezarja zahoda in ga leta 307 po smrti Severa II. povišal v avgusta. Leta 309 je odklonil povišanje v cesarja. | 22. maj 337, naravne smrti. |
|         | Maksencij Caesar Marcvs Avrelivs Valerivs Maxentivs Avgvstvs                                                                                   | okoli 278, ?                               | 28. oktober 306 – 28. oktober 312    | Maksimijanov sin. Na oblast je prišel leta 306 po smrti Konstancija Klora kot proticesar Flavija Valerija Severja in Konstantina I.. Maksimijan ga je po Severjevi smrti leta 307 privzel za cezarja zahoda. | 28. oktober 312, umrl v bitki pri Milvijskem mostu proti Konstantinu I.. |
|         | Maksimin II. Caesar Galerivs Valerivs Maximinvs Avgvstvs                                                                                       | 20. november okoli 270, Dacia Aureliana    | 1. maj 311 – julij/avgust 313        | Galerijev nečak, leta 305 privzet za cezarja in njegovega naslednika. Nasledil ga je kot avgust in leta 311 oblast delil z Licinijem I.. | julij/avgust, 313 po porazu v državljanski vojni proti Liciniju I. je verjetno naredil samomor. |
|         | Licinij I. Caesar Gaivs Valerivs Licinivs Avgvstvs skupaj z Valensom Flavivs Jvlivs Valens Avgvstvs in Martinijanom Sextvs Marcivs Martinianvs | okoli 250, Felix Romuliana, Zgornja Mezija | 11. november 308 – 18. september 324 | Galerij ga je leta 308 kot Maksencijevega nasprotnika privzel za avgusta zahoda. Leta 311 je po Galerijevi smrti postal avgust vzhoda in oblast delil z Maksiminom II.. V državljanski vojni je porazil Maksimina in leta 313 postal edini avgust vzhoda. Leta 317 je za avgusta zahoda imenoval Valensa in leta 324 Martinijana. Oba so po nekaj tednih vladanja ubili. | 325, po porazu v državljanski vojni proti Konstantinu I. je bil leta 324 ujet in naslednje leto na Konstantinuv ukaz usmrčen.                                                                                    |
|         | Konstantin II. Caesar Flavivs Clavdivs Constantinvs Avgvstvs                                                                                   | 316, Arles                                 | 22. maj 337 – 340                    | Sin Konstantina I., imenovan za cesarja leta 317. Očeta je nasledil kot sovladar s svojima bratoma Konstancijem II. in Konstansom. | 340, v bitki s Konstansom. |
|         | Konstancij II. Caesar Flavivs Clavdivs Constantivs Avgvstvs                                                                                    | 7. avgust 317, Sirmium, Panonija           | 22. maj 337 – 3. november 361        | Sin Konstantina I., katerega je nasledil kot sovladar s svojima bratoma Konstantinom II. in Konstansom. Od leta 350 samostojen vladar. | 361, naravne smrti. |
|         | Konstans Caesar Flavivs Ivlivs Constans Avgvstvs                                                                                               | 320, ?                                     | 22. maj 337 – 350                    | Sin Konstantina I., katerega je nasledil kot sovladar z bratoma Konstantinom II. in Konstancijem II.. | 350, ubit na ukaz uzurpatorja Magnencija. |
|         | Vetranij Vetranio | ?, Mezija                                  | 1. marec 350 – 25. december 350      | Konstansov general, ki se je razglasil za cesarja kot Magnencijev proticesar. Konstancij II. ga je nekaj časa sprejel kot avgusta zahoda, potem pa je odstopil. | okoli 356, naravne smrti. |
|         | Julijan Odpadnik Caesar Flavivs Clavdivs Ivlianvs Avgvstvs                                                                                     | 331/332, Konstantinopel, Trakija           | februar 360 – 26. junij 363          | Bratranec Konstancija II., leta 355 cezar na zahodu. Leta 360 so ga njegove legije razglasile za avgusta. Po Konstancijevi smrti je postal samostojen vladar. | 26. junij 363, smrtno ranjen v bitki. |
|         | Jovijan Caesar Flavivs Iovianvs Avgvstvs | 331, Singidunum, Mezija                    | 26. junij 363 – 17. februar 364      | General julijanske armade. Za cesarja so ga po Julijanovi smrti razglasile njegove legije. | 17. februar 364 naravne smrti. |

### Valentinijanska dinastija
| Portret | Ime                                                      | Rojen                                    | Vladal                             | Nasledstvo | Umrl                                                     |
| ------- | -------------------------------------------------------- | ---------------------------------------- | ---------------------------------- | --- | -------------------------------------------------------- |
|         | Valentinijan I. Flavivs Valentinianvs Avgvstvs           | 321, Cibalae, Panonija                   | 26. februar 364 – 17. november 375 | Izvoljen v vojski kot zamenjava za Jovijana.                                                                                          | 17. november 375, naravne smrti.                         |
|         | Valens Flavivs Ivlivs Valens Avgvstvs                    | 328, Cibalae, Panonija                   | 28. marec 364 – 9. avgust 378      | Brat Valentinijana I., imenovan za avgusta za vzhod.                                                                                  | 9. avgust 378, ubit v bitki proti Gotom pri Adrianopolu. |
|         | Gracijan Flavivs Gratianvs Avgvstvs                      | 18. april/23. maj 359, Sirmium, Panonija | 4 avgust 367 – 25. avgust 383      | Sin Valentinijana I., leta 367 imenovan za mlajšega avgusta. Po očetovi smrti je postal avgust zahoda.                                | 25. avgust 383, ubit v uporu vojaške stranke.            |
|         | Valentinijan II. Flavivs Valentinianvs Invictvs Avgvstvs | 371, Milano, Italija                     | 17. november 375 – 15. maj 392     | Sin Valentinijana I., razglašen za cesarja v panonski armadi po Valentinijanovi smrti. Gracijan ga je sprejel za socesarja na zahodu. | 15. maj 392, morda umorjen ali pa je naredil samomor.    |

### Teodozijska dinastija
| Portret | Ime                                                                   | Rojen                            | Vladal                            | Nasledstvo | Umrl                                                                                                   |
| ------- | --------------------------------------------------------------------- | -------------------------------- | --------------------------------- | --- | --- |
|         | Teodozij I. Flavivs Theodosivs Avgvstvs                               | 11. januar 347, Cauca, Hispanija | 1. januar 379 – 17 januar 395     | Gracijan ga je po Valensovi smrti imenoval za avgusta vzhoda. Samostojen cesar je postal po smrti Valentinijana II..                                    | 17. januar 395, naravne smrti.                                                                         |
|         | Arkadij Flavivs Arcadivs Avgvstvs (na vzhodu)                         | okoli 377, Hispanija             | januar 383 – 1. maj 408           | Sin Teodozija I.. Po Gracijanovi smrti leta 383 ga je Teodozij imenovan za mlajšega avgusta vzhoda. Po smrti svojega očeta je postal starejši avgust.   | 1. maj 408, naravne smrti.                                                                             |
|         | Honorij Flavivs Honorivs Avgvstvs (na zahodu)                         | 9. september 384, ?              | 23. januar 393 – 15. avgust 423   | Sin Teodozija I.. Po smrti Valentinijana II. ga je oče leta 393 imenoval za mlajšega avgusta zahoda. Po očetovi smrti je postal starejši avgust zahoda. | 15. avgust 423, naravne smrti.                                                                         |
|         | Teodozij II. Flavivs Theodosivs Avgvstvs (na vzhodu)                  | 10. april 401, Konstantinopel ?  | 1. maj 408 – 28. julij 450        | Arkadijev sin. Na prestol je prišel po očetovi smrti.                                                                                                   | 28. julij 450, naravne smrti.                                                                          |
|         | Konstancij III. Flavivs Constantivs Avgvstvs (na zahodu)              | ?, Naissus, Zgornja Mezija       | 8. februar 421 – 2. september 421 | Mož Teodozijeve hčerke Gale Placidije. Na položaj soavgusta zahoda ga je imenoval Honorij.                                                              | 2. september 421, naravne smrti.                                                                       |
|         | Joanes Ioanes (na zahodu)                                             | ?                                | 27. avgust 423 – maj 425          | Honorijev visok civilni uradnik. Za cesarja ga je razglasil Kastin. Njegov cesarski položaj na začetku ni bil sporen.                                   | junij ali julij, v bitki s Teodozijem II. in Valentinijanom III. je bil poražen, ujet in nato usmrčen. |
|         | Valentinijan III. Flavivs Placidvs Valentinianvs Avgvstvs (na zahodu) | 2. julij 419, Ravena, Italija    | 23. oktober 424 – 16. marec 455   | Sin Konstancija III.. Za cezarja zahoda ga je imenoval Teodozij II. po Honorijevi smrti. PO Joanesovi smrti je postal avgust zahoda.                    | 16. marec 455, umorjen, morda v korist Petronija Maksima.                                              |
|         | Marcijan Flavivs Martianvs Avgvstvs (na vzhodu)                       | 396, Trakija ali Iirija          | poleti 450 – januar 457           | Za cesarja ga je imenovala žena Pulherija, sestra Teodozija II..                                                                                        | januar 457, naravne smrti.                                                                             |

### Zadnji cesarji Zahodnega cesarstva
| Portret | Ime                                                | Rojen               | Vladal                                                                    | Nasledstvo | Umrl |
| ------- | -------------------------------------------------- | ------------------- | ------------------------------------------------------------------------- | --- | --- |
|         | Petronij Maksim Flavivs Petronivs Maximvs Avgvstvs | okoli 396, ?        | 17. marec 455 – 31. maj 455                                               | Za cesarja se je po smrti Valentinijana III. razglasil sam s podporo armade.                                             | 31. maj 455, umorjen, verjetno kamenjan do smrti. |
|         | Avit Eparchivs Avitvs Avgvstvs                     | okoli 385, ?        | 9. julij 455 – 17. oktober 456                                            | Magister militum pod Petronijem Maksimom. Za cesarja ga je po Petronijevi smrti razglasil vizigotski kralj Teodorik II.. | po 17. oktobru 456, Ricimer ga je odstavil s položaja magistra militum. Postal je škof v Placentiji in bil zatem umorjen.                                                                                      |
|         | Majorijan Ivlivs Valerivs Maiorianvs Avgvstvs      | november 420, ?     | april 457 – 2. avgust 461                                                 | Za cesarja ga je imenoval Ricimer.                                                                                       | 7. avgust 461, odstavljen, verjetno v Ricimerjevo korist. Kmalu zatem je v nepojasnjenih okoliščinah umrl. |
|         | Libij Sever Libivs Severvs Avgvstvs                | ?, Lucania, Italija | november 461 – avgust 465                                                 | Za cesarja ga je imenoval Ricimer.                                                                                       | avgust 465, verjetno umorjen. |
|         | Antemij Procopivs Anthemivs Avgvstvs               | okoli 420           | 12. april 467 – 11. julij 472                                             | Za cesarja ga je imenoval Ricimer s podporo vzhodnega cesarja Leona I. Tračana.                                          | 11. julij 472, usmrčen. |
|         | Olibrij Flavivs Anitivs Olibrivs Avgvstvs          | okoli 420           | 11. julij 472 – 2. November 472                                           | Zet Valentinijana III.. Za cesarja ga je imenoval Ricimer.                                                               | 2. november 472, naravne smrti. |
|         | Glicerij Flavivs (?) Gliterivs Avgvstvs            | ?                   | marec 473 – junij 474                                                     | Za cesarja ga je imenoval Ricimerjev naslednik Gundobad.                                                                 | po letu 480 AD, odstavljen. Postal je škof v Solinu. Datum in način smrti nista znana. |
|         | Julij Nepos Flavivs Ivlivs Nepos Avgvstvs          | okoli 430, ?        | junij 474 – 28. avgust 475 v Italiji, spomladi 480 v Galiji in Dalmaciji. | Nečak vzhodnega cesarja Leona I., imenovan kot Glicerijev proticesar.                                                    | 480, odstavljen, nato vladal v izgnanstvu, dokler ga niso ubili. |
|         | Romul Avgust Flavivs Romvlvs Avgvstvs              | ?                   | 31. oktober 475 – 4. september 476 (v Italiji)                            | Za cesarja ga je imenoval oče Flavij Orest                                                                               | po letu 480. Odoaker ga je odstavil in zatem sam vladal v imenu Julija Neposa. Po njegovi smrti je Zahodno cesarstvo uradno prenehalo obstajati. Po odstavitvi je verjetno živel v odmaknjenosti v svoji vili. |

## Cesarji Vzhodnega cesarstva

### Leonska dinastija
| Portret | Ime                                      | Rojen                 | Vladal                                                      | Nasledstvo                                                              | Umrl                                                    |
| ------- | ---------------------------------------- | --------------------- | ----------------------------------------------------------- | ----------------------------------------------------------------------- | ------------------------------------------------------- |
|         | Leon I. Flavivs Valerivs Leo Avgvstvs    | 401, ?                | 7. februar 457 – 18. januar 474                             | Za cesarja ga je po Marcijanovi smrti razglasil magister militum Aspar. | 18. januar 474, naravne smrti.                          |
|         | Leon II. Flavivs Leo Ivnior Avgvstvs     | 467, Konstantinopel ? | 18. januar 474 – 17. november 474                           | Vnuk Leona I.                                                           | 17. november 474, ni jasno, morda umorjen.              |
|         | Zenon Flavivs Zeno Perpetvvs Avgvstvs    | 425, Izavrija         | 9. februar 474 – 9. januar 475 in avgust 476 – 9. april 491 | Oče Leona II.                                                           | 9. april 491, naravne smrti                             |
|         | Bazilisk Flavivs Basiliscvs Avgvstvs     | ?                     | 9. januar 475 – avgust 476                                  | Svak Leona I. Na oblast je prišel med Verinino zaroto proti Zenonu.     | avgust 476, poražen, ujet in usmrčen v spopadu Zenonom. |
|         | Anastazij I. Flavivs Anastasivs Avgvstvs | okoli 430, Dyrrachium | 9. april 491 – 9. julij 518                                 | Za cesarja (in moža) ga je izbrala cesarica Ariadna.                    | 9. julij 518, naravne smrti.                            |

### Justinijanova dinastija
| Portret | Ime                                                         | Rojen                             | Vladal                               | Nasledstvo                                                                          | Umrl                                                                                               |
| ------- | ----------------------------------------------------------- | --------------------------------- | ------------------------------------ | ----------------------------------------------------------------------------------- | -------------------------------------------------------------------------------------------------- |
|         | Justin I. Flavivs Ivstinvs Avgvstvs                         | okoli 450, Naissus, Gornja Mezija | 9. julij 518 – 1. avgust 527         | Poveljnik palačne straže pod Anastazijem I.), izvoljen za cesarja s podporo armade. | 1. avgust 527, naravne smrti.                                                                      |
|         | Justinijan I. Flavivs Petrvs Sabbativs Ivstinianvs Avgvstvs | okoli 482, Tauresium, Dardanija   | 1. avgust 527 – 13./14. november 565 | Nečak in imenovan naslednik Justina I.                                              | 13./14. november 565, naravne smrti.                                                               |
|         | Justin II. Flavivs Ivstinvs Ivnior Avgvstvs                 | okoli 520, ?                      | 13./14. november 565 – 578           | Nečak Justinijana I.                                                                | 578. Leta 574 je duševno zbolel, zato je od decembra 574 kot regent vladal Tiberij II. Konstantin. |